# Seha
Seha es el nombre hitita de un río de la Anatolia Occidental cuya ubicación no se conoce con seguridad. Se conjetura que desembocase a la altura de la isla de Lesbos, en cuyo caso podría identificarse con el río Caicos, pero también se ha sugerido que podría identificarse con el Hermo. Dio nombre al país del río Seha.